# 帕羅班巴區

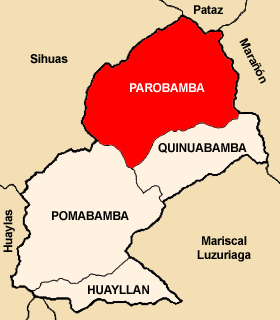

帕羅班巴區（西班牙語：Distrito de Parobamba），是秘魯的一個區，位於該國北部安卡什大區的波馬班巴省，始建於1868年8月28日，面積331.1平方公里，海拔高度3,185米，2007年人口6,861，人口密度為每平方公里20.72人。